# Druvsax

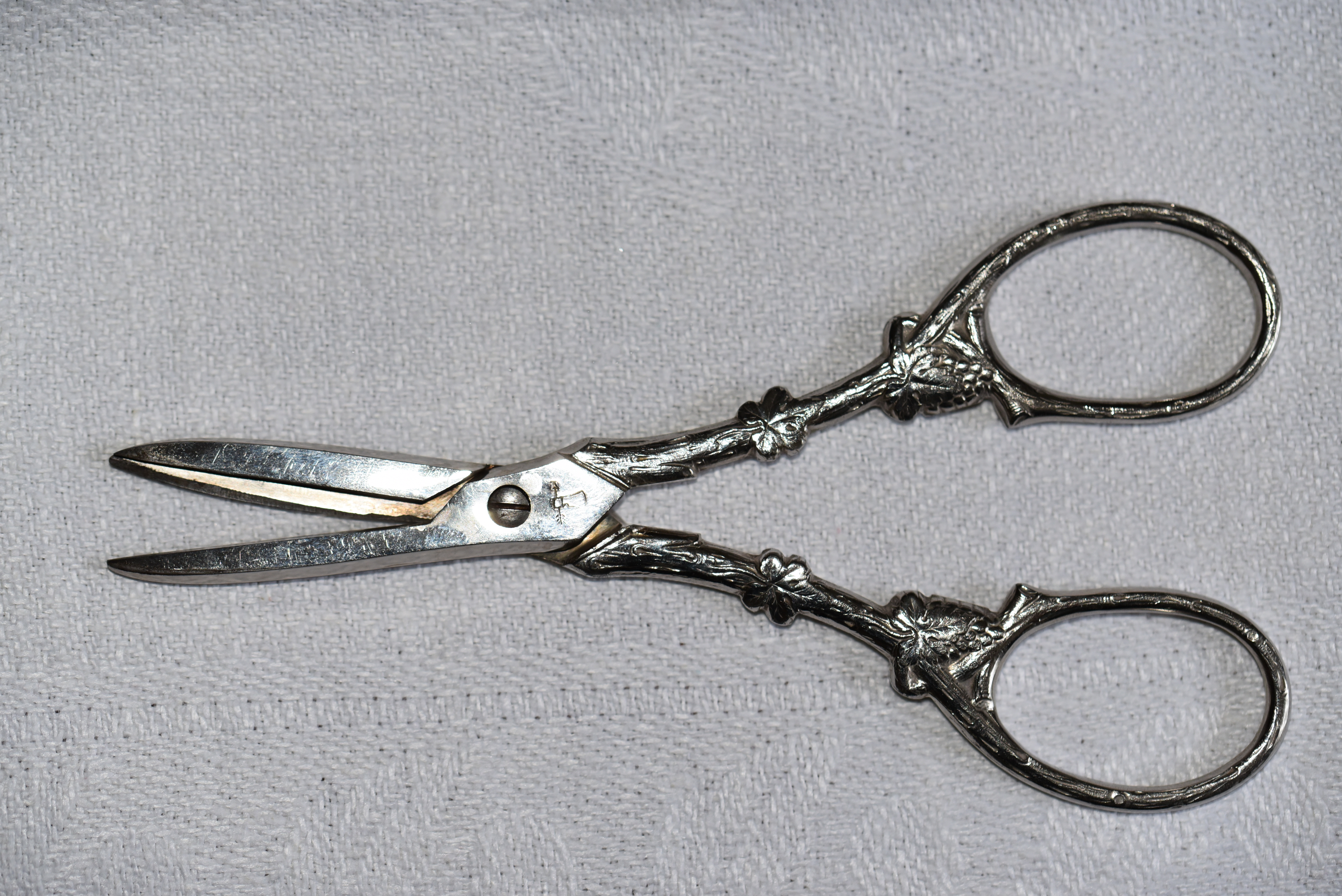
Druvsax.

Druvsax är ett redskap för servering avsett att klippa druvor med.
Den ser ut som en elegantare liten handsax, med skären utformade så, att det man klippt av hålls fast av saxen, likt en tång. Detta innebär att man från druvklasen som ligger på fruktfatet kan klippa av önskat antal druvor och föra över dem till sin assiett utan att med sina händer vidröra druvorna. Dessutom lämnas inga druvskaft kvar på klasen som i stället fortsätter att se fräsch och aptitlig ut på fatet.